# Europeana
Europeana je internetový projekt souboru evropských digitálních knihoven s naskenovanými obrazy, knihami, filmy a archivy. Projekt vznikl z iniciativy Evropské komise. Ředitelem projektu je Jill Cousins.

## Historie
Webové stránky zahájily oficiálně provoz 20. listopadu 2008, vzápětí však přestaly fungovat v důsledku přetížení serveru mnohanásobnými přístupy. Po zvýšení kapacity serveru na čtyřnásobek byl v druhé polovině prosince 2008 provoz obnoven.
V první verzi byl přístupný asi milión již dříve veřejně dostupných zdigitalizovaných děl. Více než polovina z nich pocházela z Francie, 10 % z Velké Británie, 1,4 % ze Španělska atd. Jednou z mála přístupných českých položek byl Kodex vyšehradský.
Cílem projektu bylo zpřístupnit do roku 2010, kdy měla být Europeana plně funkční, okolo 10 miliónů děl. V listopadu 2010 obsahoval projekt přes 14 milionů souborů a v roce 2021 několik desítek milionů obrázků a textů a statisíce zvukových a filmových záznamů.